# A. H. Tammsaare
A. H. Tammsaare, pseudonimo di Anton Hansen (Albu, 30 gennaio 1878 – Tallinn, 1º marzo 1940), è stato uno scrittore estone.
Il suo pseudonimo, con il quale pubblicò tutte le sue opere, prende il nome dalla fattoria paterna. La sua pentalogia Tõde ja õigus (Verità e Giustizia, 1926–1933) è considerata una delle opere fondamentali della letteratura estone, nonché il "romanzo estone" per antonomasia.

## Biografia
Tammsaare nacque nella contea di Järvamaa, nel comune di Albu, figlio di un contadino. Pur venendo da una famiglia povera, riuscì a guadagnare abbastanza denaro per la propria educazione. Studiò a Väike-Maarja e Tartu, nel ginnasio di Hugo Treffner, ed in seguito all'Università di Tartu, dove studiò giurisprudenza.
I suoi studi furono interrotti dalla tubercolosi nel 1911. Passò oltre un anno in un sanatorio a Soči, sul Mar Nero, dove la sua casa è stata trasformata in un memoriale aperto al pubblico, ed altri sei anni nella fattoria di suo fratello a Koitjärve, in Estonia, dove lesse le opere di Cervantes, Shakespeare ed Omero.
Nel 1918, quando l'Estonia conquistò la propria indipendenza, Tammsaare si trasferì a Tallinn. Qui scrisse quelle opere che gli hanno fatto guadagnare un posto di rilievo nella letteratura estone.
Per quanto Tammsaare abbia tratto i suoi temi dalla storia estone e dalla vita di tutti i giorni, i suoi romanzi hanno forti legami con le opere di Bergson, Jung e Freud, nonché con quelle di scrittori come Knut Hamsun ed André Gide.

## Opere principali
Le opere giovanili di Tammsaare sono caratterizzate da una poetica rurale improntata al realismo.
Alcune delle sue storie riflettono anche le atmosfere rivoluzionari del 1905.
In quello che è stato chiamato il suo "secondo periodo" (1908-1919), scrisse numerosi romanzi brevi di ambientazione urbana, ed alcune raccolte di miniature. In Poiss ja liblik (1915, Il ragazzo e la farfalla), Tammsaare mostra l'influenza di Oscar Wilde. Divenne noto internazionalmente per il suo ultimo romanzo, Il diavolo dal falso passaporto.
Tõde ja õigus (Verità e Giustizia, 1926–1933) si compone di cinque volumi, privi di titoli individuali. Poiché il terzo volume contiene una descrizione della rivoluzione russa del 1905 che non si adeguava all'ideologia comunista, ma piuttosto aveva un'attenzione alle sofferenze del singolo ispirata a Camus, veniva spesso combinato con il volume due dalla censura sovietica.
Anche oggi, il terzo volume viene talvolta definito "artisticamente inferiore", per quanto la sua descrizione della rivoluzione è confrontabile con quelle di Pasternak nel Dottor Živago. In Estonia, il secondo volume è probabilmente oggi il più amato, per le sue scene accademiche ambientate a Tartu. I critici stranieri probabilmente considerano il primo come il migliore fra tutti; è un classico romanzo rurale, reminiscente di Hamsun, che è anche generalmente considerato la miglior descrizione del "carattere estone", impersonato soprattutto dai due antagonisti, le figure dei contadini Andres e Pearu. Lo stesso Tammsaare in seguito scrisse che i vari volumi trattano del rapporto fra l'uomo e (1) la terra, (2) Dio, (3) lo stato e la società, (4) sé stessi e (5) la rassegnazione.
Tõde ja õigus non è mai stato tradotto in italiano o inglese, ma ve ne sono due traduzioni complete in tedesco, ed il primo volume è anche stato tradotto in francese, finlandese e polacco.

## Opere
- Kaks paari ja üksainus, 1902 - Due coppie ed un single
- Vanad ja noored, 1903 - Vecchi e giovani
- Raha-auk, 1907 - Soldi facili
- Uurimisel, 1907 - In prospettiva
- Pikad sammud, 1908 - Lunghi passi
- Üle piiri, 1910 - Oltre il confine
- Noored hinged, 1909 - Giovani spiriti
- Poiss ja liblik, 1915 - Il Ragazzo e la Farfalla
- Keelest ja luulest, 1915 - Linguaggio e Poesia
- Kärbes, 1917 - La Mosca
- Varjundid, 1917 - Le forme delle Ombre
- Sõjamõtted, 1919 - Pensieri di Guerra
- Juudit, 1921 - Giuditta
- Kõrboja peremees, 1922 - Il Maestro del Kõrboja
- Pöialpoiss, 1923 - Il nano
- Sic Transit, 1924
- Tõde ja õigus I-V, 1926-33 - Verità e Giustizia, Vol.1-5
- Meie rebane, 1932 - La nostra Volpe
- Elu ja armastus, 1934 - La Vita e l'Amore
- Ma armastasin sakslast, 1935 - Ho amato una ragazza tedesca
- Kuningal on külm, 1936 - Il Re è freddo
- Hiina ja hiinlane, 1938 - La Cina ed un cinese
- Põrgupõhja uus Vanapagan, 1939 - Il Diavolo dal falso passaporto
- Miniatures, 1977
- Kogutud teosed, 1977-1993 (18 vols.) - Opere Complete